# Třída Harry DeWolf
Třída Harry DeWolf je třída arktických oceánských hlídkových lodí kanadského královského námořnictva. Plánována je stavba celkem šesti jednotek této třídy. Později byla objednána další dvě plavidla pro pobřežní stráž. Kanadské označení plavidel je Arctic/Offshore Patrol Ships (AOPS). Hlavním úkolem plavidla je hlídkování v arktických oblastech, podobně jako například norský hlídkový ledoborec Svalbard. Jednotlivá plavidla této třídy bude pojmenováno po válečných hrdinech z řad kanadského námořnictva, z nichž prvním je Harry DeWolf a druhou Margaret Brooke. Další zveřejněná jména jsou Max Bernays, William Hall a Frédérick Rolette. Všech šest lodí pro námořnictvo mělo být dodáno do roku 2022. Prototypová jednotka byla do služby přijata roku 2021.

## Stavba

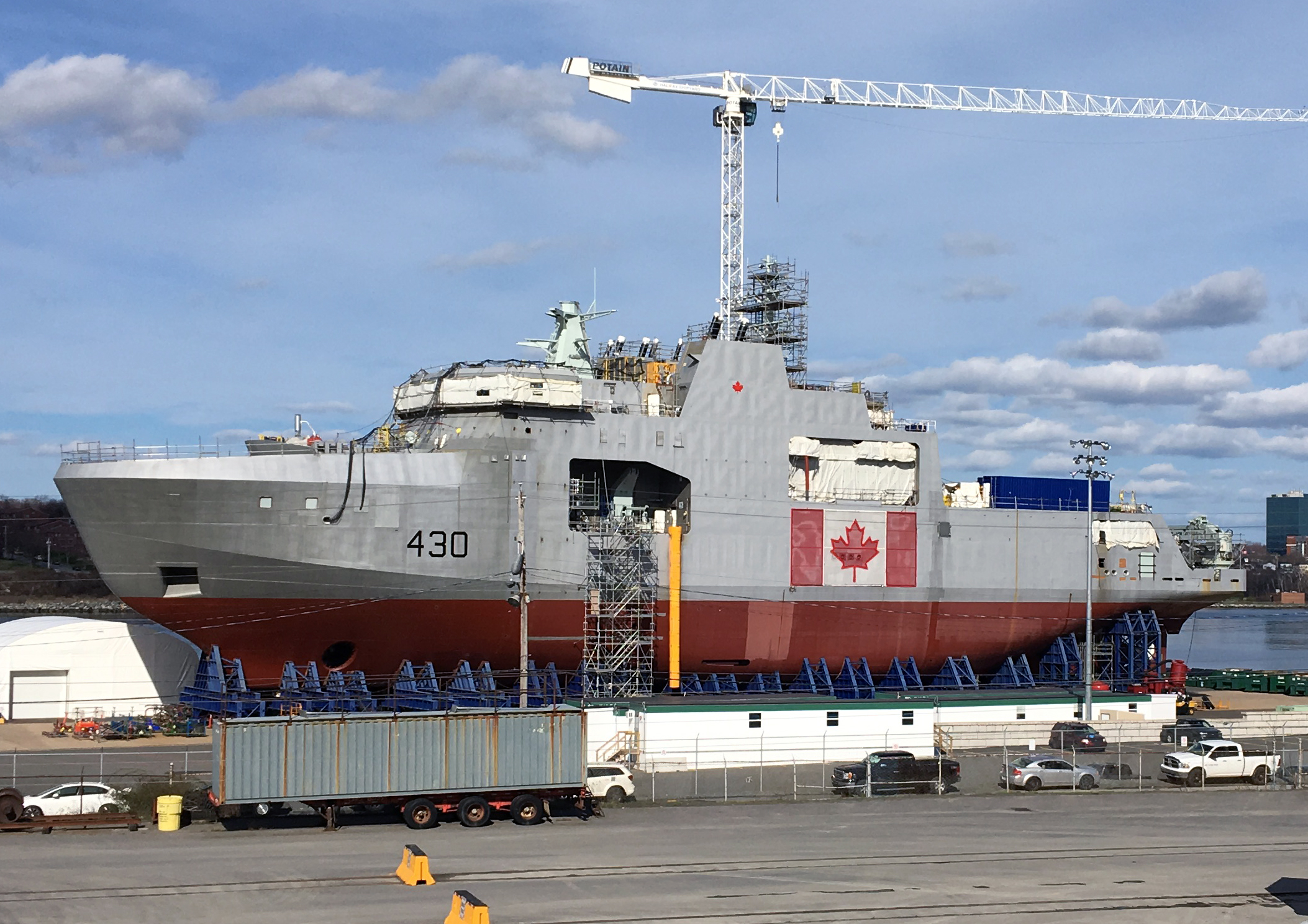
HMCS Harry DeWolf během stavby

V září 2014 kanadský premiér Stephen Harper oznámil, že první jednotka třídy bude pojmenována HMCS Harry DeWolf. V únoru 2015 bylo oznámeno, že kontrakt na stavbu plavidel této třídy v hodnotě 2,3 miliardy kanadských dolarů získá loděnice Irving Shipbuilding v Halifaxu. K zahájení stavby první jednotky Harry DeWolf došlo v září 2015. Slavnostní ceremoniál založení kýlu proběhl 9. června 2016. Plavidlo bylo na vodu spuštěno v září 2018 a zkoušky zahájilo v roce 2019. Prototyp byl do služby přijat 28. června 2021. Do roku 2022 byly na vodu spuštěny čtyři další sesterské lodě a stavba poslední páté byla zahájena slavnostním prvním řezáním oceli dne 15. srpna 2022.
Dne 22. května 2019 bylo zveřejněno, že pro kanadskou pobřežní stráž budou objednány další dvě jednotky této třídy. Objednávka je součástí modernizačního programu zahrnujícího stavbu celkem 18 plavidel.
Jednotky třídy Harry DeWolf:
| Jméno                               | Uživatel                | Založení kýlu     | Spuštěna           | Vstup do služby | Status    |
| ----------------------------------- | ----------------------- | ----------------- | ------------------ | --------------- | --------- |
| HMCS Harry DeWolf (AOPV 430)        | Kanadské námořnictvo    | 9. června 2016    | 15. září 2018      | 26. června 2021 | aktivní   |
| HMCS Margaret Brooke (AOPV 431)     | Kanadské námořnictvo    | 29. května 2017   | 10. listopadu 2019 | 28. října 2022  | aktivní   |
| HMCS Max Bernays (AOPV 432)         | Kanadské námořnictvo    | 5. prosince 2018  | 23. října 2021     | 3. května 2024  | aktivní   |
| HMCS William Hall (AOPV 433)        | Kanadské námořnictvo    | 17. února 2021    | 27. listopadu 2022 | 16. května 2024 | aktivní   |
| HMCS Frédérick Rolette (AOPV 434)   | Kanadské námořnictvo    | 29. června 2022   | 9. prosince 2023   | 13. června 2025 | aktivní   |
| HMCS Robert Hampton Gray (AOPV 435) | Kanadské námořnictvo    | 21. srpna 2023    | 9. prosince 2024   |                 | ve stavbě |
| CCGS Donjek Glacier                 | Kanadská pobřežní stráž | 31. července 2024 |                    |                 | ve stavbě |
| CCGS Sermilik Glacier               | Kanadská pobřežní stráž |                   |                    |                 | ve stavbě |

## Konstrukce

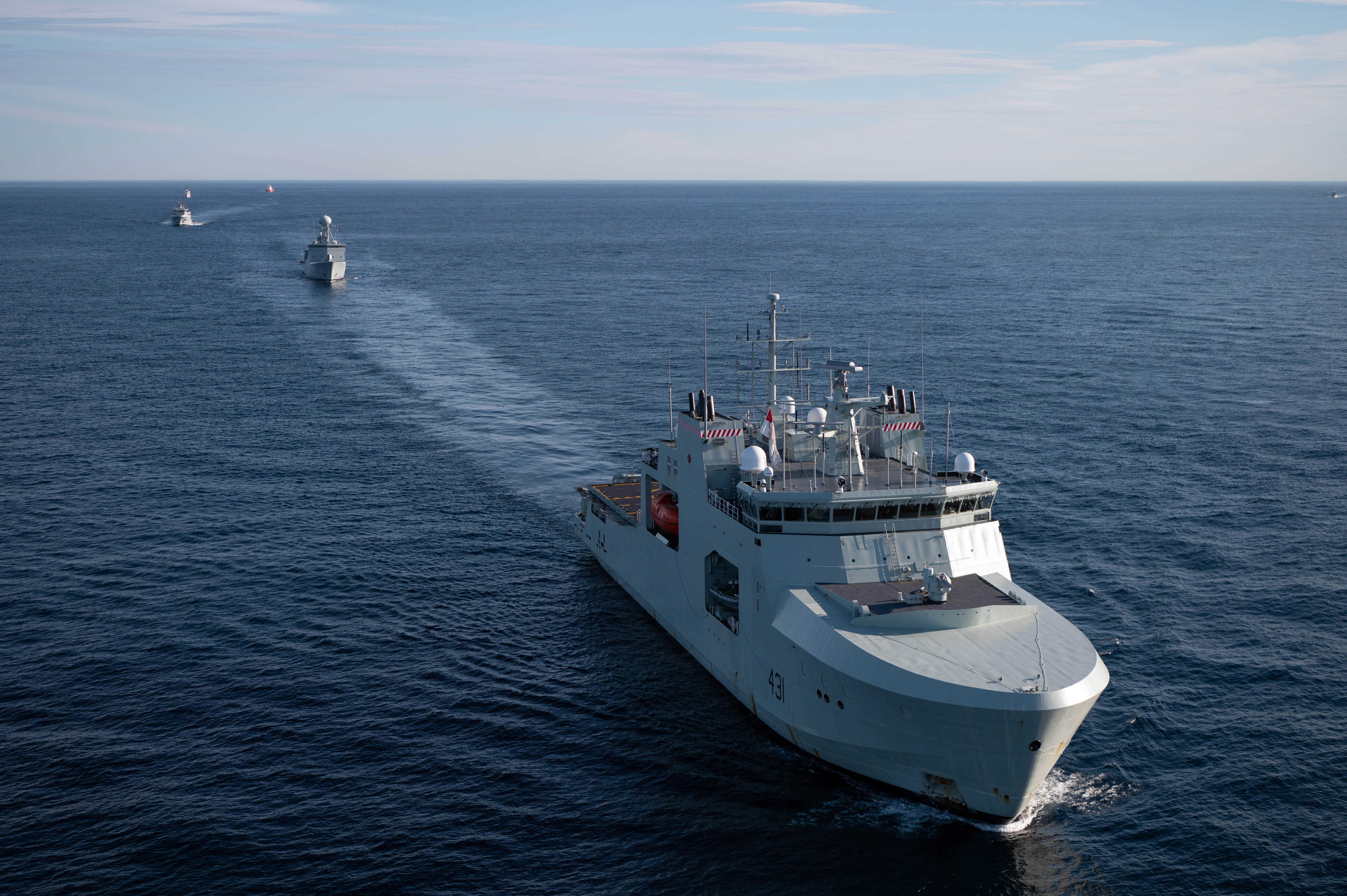
HMCS Margaret Brooke (AOPV 431)

Plavidla jsou mít modulární konstrukci, tvořenou 62 stavebními bloky, které jsou tvořit tři „megabloky“. Kromě posádky 45 osob jsou vybaveny ubikacemi pro dalších 40. Plavidla nesou 12metrový útočný člun a 8,5metrové víceúčelové čluny RHIB. Navíc jsou vybavena prostory pro uložení vozidel, například pro jízdu po sněhu. K přepravě nákladu a člunů na loď jsou slouží dva jeřáby na zádi s nosností 3 tun a 20 tun resp. Hlavňovou výzbroj představuje 25mm kanón M242 Bushmaster v dálkově ovládané zbraňové stanici Mk 38. Doplňují jej dva 12,7mm kulomety M2 Browning. Na zádi se nachází přistávací plocha a hangár pro vrtulník CH-148 Cyclone. Pohonný systém je koncepce IFEP. Kombinuje dva dieselgenerátory, každý o výkonu 6000 hp, a čtyři dieselgenerátory MAN 6L32/44CR, každý o výkonu 4800 hp, pohánějící dva lodní šrouby se napájením řídicím systémem GE MV7000. Manévrovací schopnosti zlepšují jeden příďový dokormidlovací zařízení. Dosah je 6800 námořních mil při 14 uzlech a vytrvalost 120 dní. Plavidla jsou schopna prorazit led o síle 1 metr.